# Carlos Roberto Reina
Carlos Roberto Reina, né le 13 mars 1926 à Tegucigalpa et mort le 19 août 2003 dans la même ville, est un homme d'État hondurien. Il est président de la République du 27 janvier 1994 au 27 janvier 1998.

## Biographie
Il appartient au courant progressiste du Parti libéral.
Il fait face durant son mandat à l'armée hondurienne. La conscription est abolie (très provisoirement) et les effectifs de l'armée régulière sont réduits à 7 000 hommes contre 18 000 en 1994. En outre, dix officiers accusés d'avoir pris part aux assassinats de 184 militants dans les années 1980 sont arrêtés. Le palais présidentiel est frappé par un attentat en mars 1996 mais Reina en sort indemne. Une nouvelle rébellion se produit en juillet 1996, qui échoue.